# UCI America Tour 2024
El UCI America Tour 2024 fue la vigésima edición del calendario ciclístico internacional Americano. Se inició el 21 de enero de 2024 en Venezuela, con la Vuelta al Táchira y finalizó el 8 de octubre de 2024 con el Tour de Río en Brasil. En principio, se disputarían 22 competencias, otorgando puntos a los primeros clasificados de las etapas y a la clasificación final, aunque el calendario puede sufrir modificaciones a lo largo de la temporada con la inclusión de nuevas carreras o exclusión de otras.

## Equipos
Los equipos que pueden participar en las diferentes carreras depende de la categoría de las mismas. Los equipos UCI WorldTeam y UCI ProTeam, tienen cupo limitado para competir de acuerdo al año correspondiente establecido por la UCI, los equipos Equipos Continentales y selecciones nacionales no tienen restricciones de participación:
| Categoría      | Categoría                       | Equipos                                                                                    |
| -------------- | ------------------------------- | ------------------------------------------------------------------------------------------ |
| .1             | 1.1 (Carrera de un día)         | * UCI WorldTeam (max 50%) * UCI ProTeam * Continentales * Selecciones nacionales           |
| .1             | 2.1 (Carrera de varios días)    | * UCI WorldTeam (max 50%) * UCI ProTeam * Continentales * Selecciones nacionales           |
| .2             | 1.2 (Carrera de un día)         | * UCI ProTeam * Continentales * Selecciones nacionales * Selecciones regionales * Amateurs |
| .2             | 2.2 (Carrera de varios días)    | * UCI ProTeam * Continentales * Selecciones nacionales * Selecciones regionales * Amateurs |
| .Ncup (sub-23) | 1.Ncup (Carrera de un día)      | * Selecciones nacionales * Selecciones mixtas                                              |
| .Ncup (sub-23) | 2.Ncup (Carrera de varios días) | * Selecciones nacionales * Selecciones mixtas                                              |

## Calendario
Las siguientes son las carreras que componen el calendario UCI America Tour para la temporada 2024 aprobado por la UCI.
| UCI America Tour 2024 | UCI America Tour 2024 | UCI America Tour 2024                 | UCI America Tour 2024 | UCI America Tour 2024 |
| Fecha                 | País                  | Carrera                               | Ganador               |                       |
| --------------------- | --------------------- | ------------------------------------- | --------------------- | --------------------- |
| 17 – 26 de noviembre  | Guatemala             | Vuelta a Guatemala                    | Gerson Toc            |                       |
| 16 – 25 de diciembre  | Costa Rica            | Vuelta a Costa Rica                   | Juan Diego Alba       |                       |
| 14 – 21 de enero      | Venezuela             | Vuelta al Táchira                     | Jonathan Caicedo      |                       |
| 6 – 11 de febrero     | Colombia              | Tour Colombia                         | Rodrigo Contreras     |                       |
| 5 – 7 de abril        | Jamaica               | Jamaica International Cycling Classic | Wilmar Paredes        |                       |
| 24 – 28 de abril      | Estados Unidos        | Tour de Gila                          | Tyler Stites          |                       |
| 1 – 5 de mayo         | Guatemala             | Vuelta Bantrab                        | Jonathan Caicedo      |                       |
| 19 de may             | Estados Unidos        | Gran Premio New York City             | Tibor del Grosso      |                       |
| 12 – 16 de junio      | Canadá                | Tour de Beauce                        | Josh Burnett          |                       |
| 14 – 23 de junio      | Colombia              | Vuelta a Colombia                     | Rodrigo Contreras     |                       |
| 6 – 13 de octubre     | Venezuela             | Vuelta a Venezuela                    | Walter Vargas         |                       |
| 11 – 17 de noviembre  | Ecuador               | Vuelta al Ecuador                     | Richard Huera         |                       |

## Clasificaciones parciales
- Nota:  Las clasificaciones parciales hasta el momento son:[5]

### Individual
| Posición | Corredor          | Equipo                  | Puntos  |
| -------- | ----------------- | ----------------------- | ------- |
| 1.º      | Matteo Jorgenson  | Team Visma-Lease a Bike | 2702.14 |
| 2.º      | Richard Carapaz   | EF Education-EasyPost   | 2404    |
| 3.º      | Brandon McNulty   | UAE Team Emirates       | 2247.9  |
| 4.º      | Jhonatan Narváez  | INEOS Grenadiers        | 2110    |
| 5.º      | Daniel Martínez   | Red Bull-BORA-hansgrohe | 1855    |
| 6.º      | Isaac Del Toro    | UAE Team Emirates       | 1340    |
| 7.º      | Egan Bernal       | INEOS Grenadiers        | 1242.86 |
| 8.º      | Derek Gee         | Israel-Premier Tech     | 1168.33 |
| 9.º      | Neilson Powless   | EF Education-EasyPost   | 1154.33 |
| 10.º     | Santiago Buitrago | Bahrain Victorious      | 1127.29 |

| Posiciones 11º al 20º | Posiciones 11º al 20º | Posiciones 11º al 20º     | Posiciones 11º al 20º |
| --------------------- | --------------------- | ------------------------- | --------------------- |
| 11.º                  | Kevin Vermaerke       | Team dsm-firmenich PostNL | 1059.33               |
| 12.º                  | Magnus Sheffield      | INEOS Grenadiers          | 1010                  |
| 13.º                  | Orluis Aular          | Caja Rural-Seguros RGA    | 977                   |
| 14.º                  | Michael Woods         | Israel-Premier Tech       | 827                   |
| 15.º                  | Einer Rubio           | Movistar Team             | 794                   |
| 16.º                  | Jefferson Cepeda      | Caja Rural-Seguros RGA    | 770                   |
| 17.º                  | Fernando Gaviria      | Movistar Team             | 715                   |
| 18.º                  | Thomas Silva          | Caja Rural-Seguros RGA    | 665                   |
| 19.º                  | Luke Lamperti         | Soudal Quick-Step         | 626                   |
| 20.º                  | Sepp Kuss             | Team Visma-Lease a Bike   | 591                   |

### Equipos
| Posición | Equipo                      | Puntos  |
| -------- | --------------------------- | ------- |
| 1.º      | Lidl-Trek                   | 1595.99 |
| 2.º      | Team Medellín-EPM           | 966     |
| 3.º      | Panamá es Cultura y Valores | 796.02  |
| 4.º      | Petrolike                   | 587.33  |
| 5.º      | GW Erco Shimano             | 411     |

### Países
| Posición | País           | Puntos  |
| -------- | -------------- | ------- |
| 1.º      | Estados Unidos | 9943.7  |
| 2.°      | Colombia       | 7152.58 |
| 3.º      | Ecuador        | 6200.47 |
| 4.º      | Canadá         | 2839.99 |
| 5.º      | Venezuela      | 1705    |

### Países sub-23
| Posición | País           | Puntos |
| -------- | -------------- | ------ |
| 1.º      | Estados Unidos | 2486   |
| 2.º      | México         | 1568   |
| 3.º      | Colombia       | 462    |
| 4.º      | Costa Rica     | 405.43 |
| 5.º      | Canadá         | 291.33 |

## Evolución de las clasificaciones
| Fecha       | Clasificación individual | Clasificación por equipos | Clasificación por países | Clasificación por países sub-23 |
| ----------- | ------------------------ | ------------------------- | ------------------------ | ------------------------------- |
| 31 de enero |                          |                           |                          |                                 |